# Oggetto sessuale (film)
Oggetto sessuale, anche noto come Laura oggetto sessuale, è un film del 1987, diretto da Bruno Gaburro con lo pseudonimo di Bob Singer.